# Nina Miranda
Nina Miranda (Montevideo, 8 de novembre de 1925 - Buenos Aires, 1 de gener de 2012), el nom real de la qual era Nelly María Hunter, va ser una cantant i compositora de tango uruguaiana, que va destacar en la dècada de 1950.

## Primeres actuacions

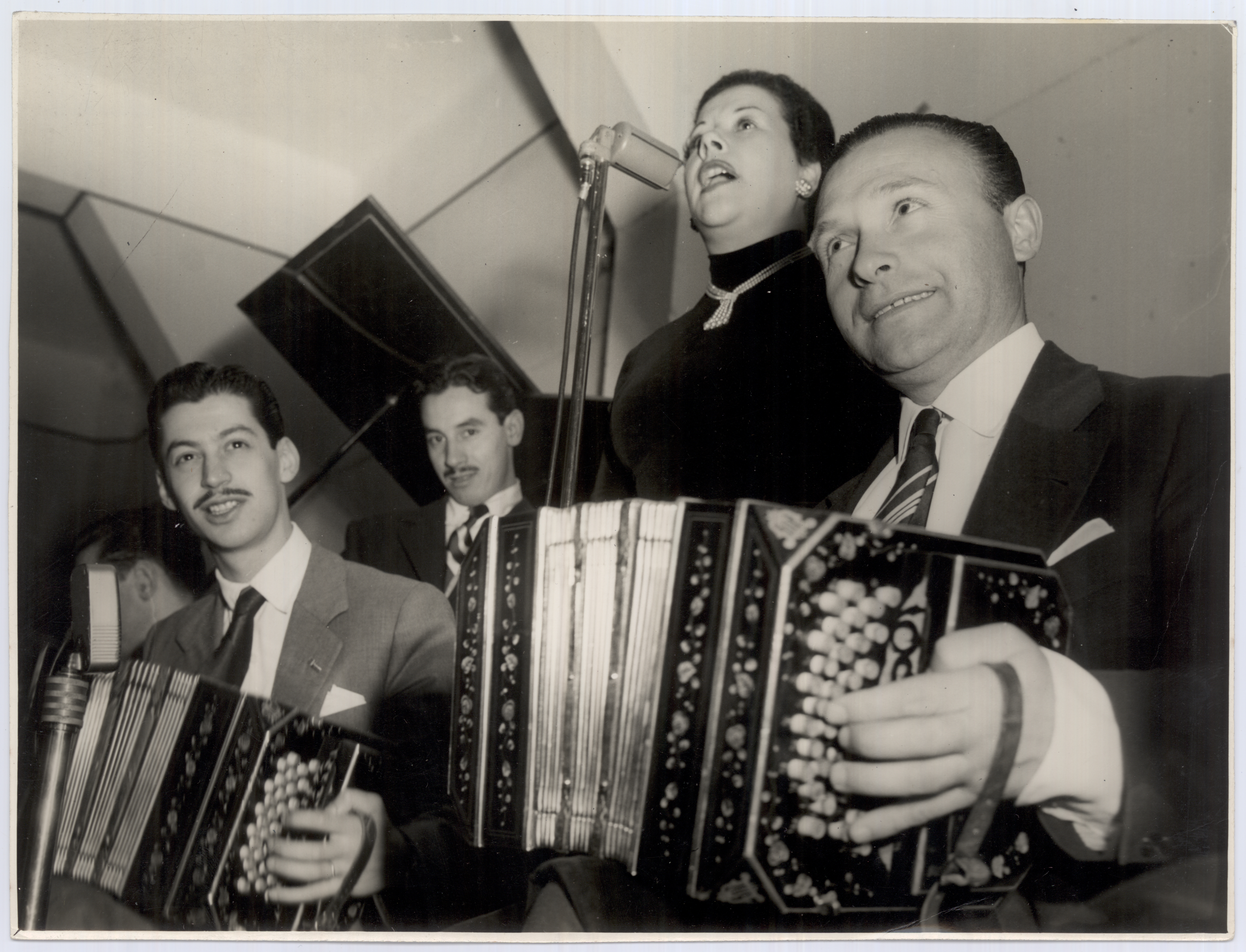
Orquestra de Donato Raciatti amb la cantant Nina Miranda, el 1954.

Des de molt joveneta li agradava cantar i aviat va decidir que quan fos l'hora adoptaria el seu nom artístic del personatge dramàtic que interpretava Libertad Lamarque a la pel·lícula Puerta cerrada, que ella va veure quan tenia tretze anys. De molt petita va guanyar un concurs que organitzaven els Germans Dante i, com a premi, començà a actuar a la ràdio. Posteriorment, el 1942, va guanyar un altre concurs, amb el qual va obtenir un contracte per a tres mesos. Després va acceptar cantar a l'orquestra de senyoretes Las Golondrinas, que dirigia Teresita Añón, amb la qual va fer actuacions que incloïen una gira per Brasil, a la qual en va seguir una altra per actuar a São Paulo, amb Hilda Sorondo com a directora. A Montevideo van treballar en el Cafè Palace, que estava a sota del Palacio Salvo. Miranda va passar per diverses formacions, incloent les dirigides per Francisco Reinares, per Emilio Pellejero i la de Roberto Luratti. El seu primer enregistrament el va fer amb Juan Cao. En aquesta orquestra va fer duos amb Alberto Bianchi i el 1948 va fer una temporada en el xou de l'Hotel Rambla, amb l'orquestra de Pellejero, compartint cartell amb Eduardo Adrián.

## Amb Racciatti
El director Juan Esteban Martínez, “Pirincho”, li proposa que gravin el tango Maula, que es convertí en un gran èxit; després d'això actuà amb Donato Racciatti en el sainet Tu cuna fue un conventillo, en el Teatre 18 de Julio, on a més de cantar Maula i De tardecita, estrenà Tu corazón.
Amb Racciati va gravar al costat del cantor Roberto Lister Mano a mano, el tango de Celedonio Flores amb música de Carlos Gardel i José Razzano, però amb un agregat a la lletra, d'Humberto Corretja, en el qual la dona hi afegeix la seva pròpia versió dels fets.

## A l'Argentina
A partir de 1955 es va instal·lar a Buenos Aires, on va actuar per a Ràdio Belgrano amb l'orquestra de Lucio Demare i va efectuar registres fonogràfics per al segell Odèon amb l'orquestra dirigida per Graciano Gómez. Quan arran del derrocament de Perón es normalitzen les relacions amb l'Uruguai, comença a alternar actuacions per a Ràdio L'Espectador de Montevideo amb el sextet d'Oldimar Càceres. Més endavant va actuar amb l'orquestra dirigida per Héctor Norton i després, amb la seva pròpia formació dirigida per Alberto Còrdova va seguir fins a 1958.
Es va casar l'11 d'octubre de 1957 i a petició del seu marit va deixar l'actuació. Fins a aquest moment havia enregistrat 68 peces, 32 d'elles amb Donato Racciatti, 30 amb Graciano Gómez i Alberto Còrdova, 5 amb Juan Cao i una amb Esteban Martínez. Unes quantes a duo amb Víctor Ruiz o amb Roberto Lister.
Va estar fora dels escenaris des de 1958 fins a la mort del seu marit, el 2004, any en què decidí tornar al tango i el públic la rebé com si no n'hagués marxat mai. Amb el Café de los Maestros va recórrer França, Anglaterra i Brasil. El 2008, amb les cantants María de la Fuente, Elsa Rivas i l'Orquesta Nacional de Música Argentina Juan de Dios Filiberto van presentar l'espectacle El retorno de las cancionistas a Harrods, on van cantar els seus temes més reeixits, evocant les èpoques d'esplendor del tango. L'enregistrament del seu disc Por la vuelta simbolitza el seu retorn.
Nina Miranda tenia una impostació natural, una veu cristal·lina, un frasseig suau i expressiu i, en la seva faceta de compositora, va ser autora dels tangos Canción para mi amor, amb lletra d'Abel Aznar, i No hagas caso de la gente, amb música de Néstor D'Alessandro.